# One Night Love Affair
«One Night Love Affair» es una canción de rock escrita por Bryan Adams y Jim Vallance para el cuarto álbum de estudio de Adams Reckless. Este fue el quinto sencillo lanzado para el álbum Reckless. Esta es una de las canciones más reconocidas y populares de Adams en Norteamérica. La canción alcanzó el puesto 13 en el Billboard Hot 100 y el número 7 en el Mainstream Rock Tracks chart. La canción apareció en el álbum compilatorio de Bryan: Anthology.

## Letra
La canción habla sobre un encuentro en una noche. La letra describe el encuentro y la separación posterior de las formas de los protagonistas, que, la canción lo indica, están ocultando sentimientos más profundos.

## Listas
Aunque "One Night Love Affair" fue oficialmente publicado en la radio de los Estados Unidos en 1985, ésta apareció en la revista de Billboard Hot 100 chart como número 13 y 7 en el Mainstream Rock Tracks. En Canadá "One Night Love Affair" fue oficialmente publicado en la radio en febrero de 1985.
La canción alcanzó el Top 20 en el Singles Chart y se mantuvo en ese top a lo largo de un mes. "One Night Love Affair" fue el más bajo en cuanto a charts se refiere del álbum Reckless.

## Interpretaciones en vivo
Según el escritor Jim Vallance, cuando la canción se cantó por primera vez al guitarrista de Adams Keith Scott, Adams y Vallance reemplazaron la parte de "if the night was made for love, it ain't for keeps" por la línea "if the night was made for love, it ain't for Keith". Scott lo vio muy gracioso, y cada vez que Adams toca la canción en vivo, mira a Scott y canta el "Keith"

## En la cultura popular
"One Night Love Affair" fue incluida en la banda sonora de la película Real Genius, durante la escena donde los estudiantes del Pacífico Tech asisten a la fiesta de invitación al bronceado en la piscina con los estudiantes de la escuela de belleza.

## Personal
- Bryan Adams - voz principal y coros, guitarra rítmica
- Keith Scott - guitarra principal
- Dave Smith - bajo
- Tommy Mandel - sintetizadores
- Pat Steward - batería
- Jim Vallance - pandereta

- Datos: Q7093039